# Schowta

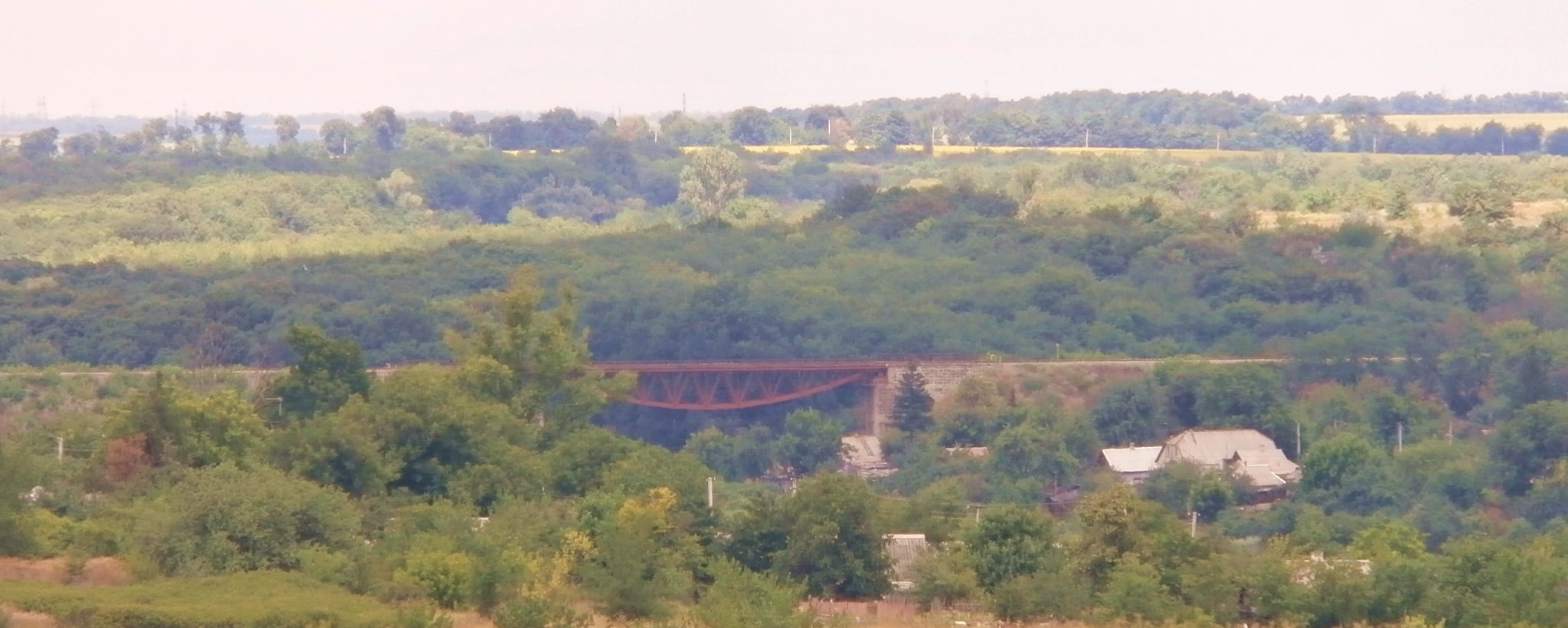
Brücke über das Tal der Schowta

Die Schowta (ukrainisch Жовта; russisch Жёлтая Scholtaja) ist ein nicht schiffbarer, 61 km langer linker Nebenfluss des Inhulez im Zentrum der Ukraine und gehört damit zum Flusssystem des Dnepr.
Ihr Einzugsgebiet hat eine Größe von 490 km² und ihr Gefälle beträgt 1,6 m je Kilometer. Sie liegt in einem etwa 2,5 km breiten, trapezförmigem Tal.

## Name
Den Namen Schowta (deutsch „die Gelbe“) erhielt der Fluss durch seine gelbe Färbung aufgrund von Eisenoxid, das er durch seinen Verlauf durch Eisenerzvorkommen mitführte. Anderen Quellen nennen den lehmigen Untergrund als Ursache der gelben Färbung.

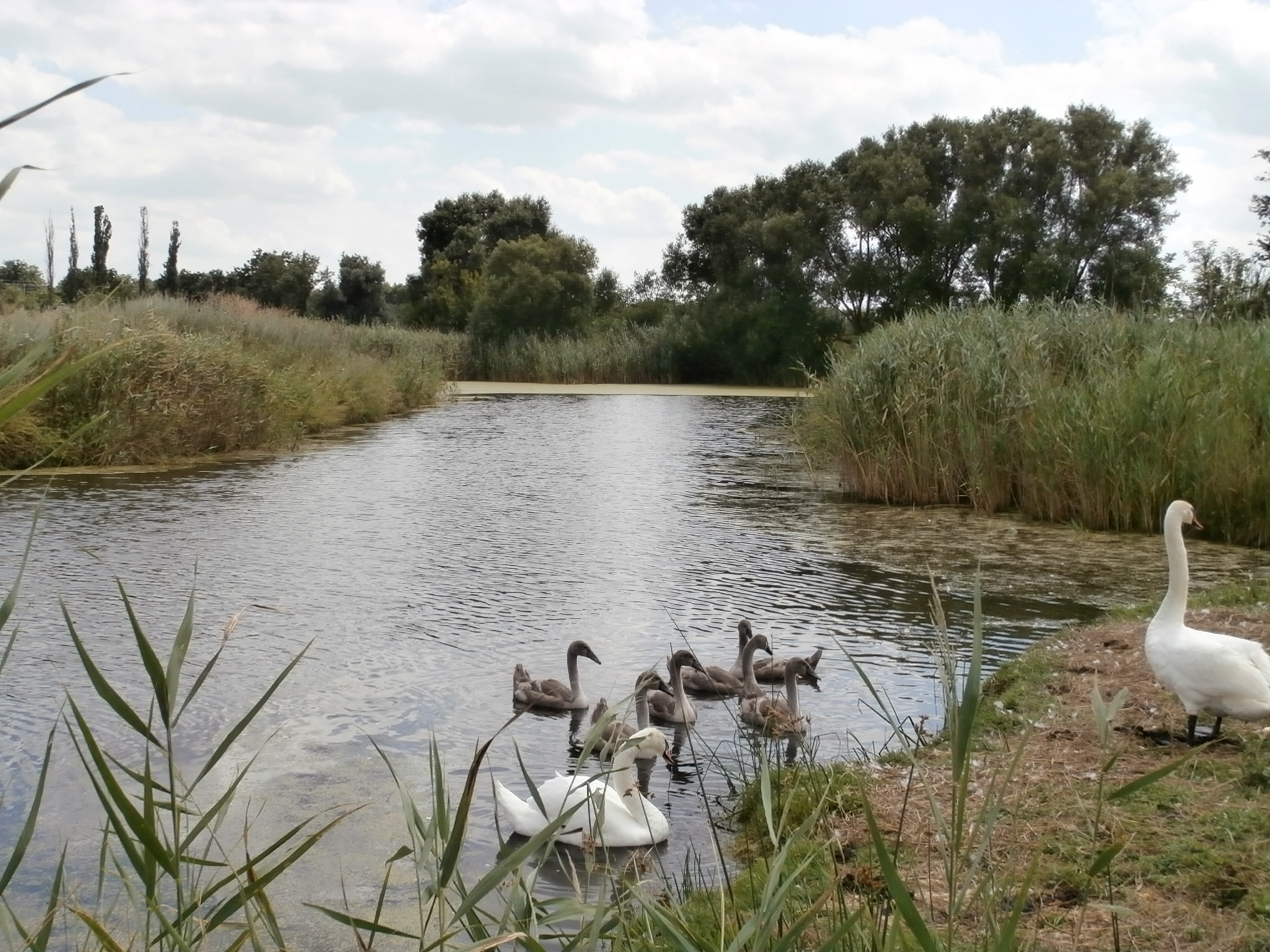
Schowta bei Schowti Wody

## Verlauf
Der Fluss entspringt im Rajon Oleksandrija in der Nähe des Dorfes Mychajliwka in der Oblast Kirowohrad und fließt zuerst, parallel mit der etwa 10 km weiter westlich fließenden Selena, in südliche Richtung in den, zur Oblast Dnipropetrowsk gehörendem Rajon Kamjanske. 
Hier fließt sie durch das Dorf Schowte, in dem sie zu einem See angestaut ist, über dessen Damm die Fernstraße M 04/E 50 verläuft, bis südlich der Stadt Schowti Wody, um dann in südwestlicher Fließrichtung, bei dem Dorf Hanniwka wieder in die Oblast Kirowohrad zu fließen. Bei dem Dorf Iskriwka, unmittelbar unterhalb des Iskriwka-Stausees, mündet die Schowta schließlich in einen Nebenfluss des Dnepr, die Inhulez.

## Geschichte
An der Schowta fand am 16. Mai 1648 die erste Schlacht des Chmelnyzkyj-Aufstandes zwischen den ukrainischen Saporoger Kosaken unter Bohdan Chmelnyzkyj und den polnisch-litauischen Truppen unter Stefan Potocki statt.
Von 1805 bis 1920 bildete die Schowta die Grenze zwischen der westlich liegenden Ujesd Alexandrija im Gouvernement Cherson und dem östlich von ihr liegenden Ujesd Werchnedneprowsk im Gouvernement Jekaterinoslaw.

## Sonstiges
Im Wasser der Schowta lassen sich in ihrem Unterlauf, flussabwärts der Uranminen von Schowti Wody, erhöhte radioaktive Werte messen.

## Quelle
- Ukrainische Sowjet-Enzyklopädie auf leksika.com.ua  (ukrainisch)
- Geographische Enzyklopädie der Ukraine in 3 Bänden / Redaktion: A. M. Marinitsch u. a.